# Szendy László
Szendy László (Szombathely, 1896. január 6. – Szombathely, 1969. szeptember 7.) magyar plébános.

## Életpályája
1913-ban érettségizett a Szombathelyi Katolikus Főgimnáziumban. A teológiát Innsbruckban végezte el, ahol 1918. június 13-án pappá szentelték. 1918. június 24-től Nagyszentmihályon káplán volt. 1919–1920 között Szombathelyen a püspöki elemi iskola káplánja és hitoktatója volt. 1919-ben megszervezte a Szombathelyi Kereskedelmi Fiú Iskola Mária-kongregációját.
1920–1923 között a szeminárium biblikus tudományok tanára és tanulmányi felügyelője volt. 1920-bam Kisunyomban ideiglenes adminisztrátor volt az elhunyt Faiszt Lajos plébános helyett. 1922–1923 között rohonci adminisztrátor, Számálovics Ferenc plébános helyett; valamint a Vármegyei Közkórház ideiglenes lelkésze volt Kóhl Gyula távollétében. 1923-ban a hittudományok doktorává avatták. 1923–1925 között püspöki titkár volt. 1924–1930 között az Emericana famíliájának kancellárja volt. 1925-től a Szentszék jegyzője volt. 1925–1927 között a Szeminárium prefektusa és a szentírástudományok tanára volt. 1926-ban aktívan részt vett a Katolikus Kör ujjászervezésében, majd ennek első titkára volt. 1927. október 18-tól a püspöki szentszék házasságvédőjévé nevezték ki. 1929–1930 között püspöki biztosként megszervezte a kámoni és gyöngyösszöllősi lelkészséget.
1931–1932 között szombathelyi vicerektor is volt Géfin Gyula római útja alatt. 1931-ben a szemináriumban alapította a 387. sz. Szily János cserkészcsapatot, amelynek 1945-ig parancsnoka volt; e csapat vezetőképző csapatként számos cserkészvezetőt képzett. 1932-ben a III. Szombathelyi Cserkészkerület öregcserkész előadója volt. 1932. augusztus 15-től püspöki tanácsos volt. 1933-ban a gödöllői Jamboree-n a III. Altábor szórakoztatási vezetője volt; megkapta a „Fehér Szarvas” érmet. 1933–1943 között az Actio Catholica (AC) egyházmegyei igazgatója volt. 1934-ben a Vas vármegyei Cserkész Főtitkárság elnöke volt. 1935-ben a Katolikus Népszövetség Országos Pénztáregyesületének igazgatósági tagja lett. 1935–1937 között zsinati vizsgáló volt. 1936-ban a Felnőtt Lányok Mária-kongresszusának h. prézese volt. 1937–1947 között a püspöki Szentszék bírája is volt. A 48. sz. Rákóczi cserkészcsapat tagjaként lett cserkésztiszt. 1937-ben székesegyházi esperes plébános lett.
1952. január 8-án letartóztatták; 2 hónapig a Kistarcsai Központi Internálótáborban volt. 1954-ben a Fővárosi Bíróság "szervezkedés bűntette" vádjával 7 év börtönre ítélte. Közkegyelemmel szabadult, de plébániára nem kerülhetett vissza, a püspöki könyvtárban dolgozott és a püspökségen lakott. 1956. október 30-án visszahelyezték a főplébániára. Hivatalát 1956. november 3-án vette át. 1956. november 4-én letartóztatták, a KGB Ungvárra hurcolta. 1956. december 14-én szabadult. 1957. március 13-án ismét letartóztatták. A bíróság első fokon 2 és fél évi, a Legfelsőbb Bíróság másfél évi börtönre ítélte. 1958. április 7-én a Márianosztrai Fegyház és Börtönből szabadult; Pannonhalmát jelölték ki kényszerlakhelyének. 1959–1969 között az egyházmegye nyugdíjasa volt.
A Vas megyei bíróság 1991-ben minden korábbi elítélését semmisnek nyilvánította.

## Családja
Szülei Szendy György MÁV fűtőházi elöljáró (?–1902) és Cziczer Rozália (?–1915) voltak.

## Művei
- Szombathely története a világháborúig. + Pável Ágoston: A mai és a jövő Szombathely (Szombathely, 1928)
- A szombathelyi egyházmegye története 1777-1935. 2. kötet. (Szombathely, 1929: Rendkívüli időkben a haza szolgálatában)
- A XX. század ifjúsága a jamboree tükrében (Szombathely, 1929) (A Dunántúli Tanítók Lapja könyvtára 6.)
- A mi 10 évünk 1920-1930. A Magyar cserkészszövetség 3. kerülete jubileumi emlékkönyve (szerkesztette; Szombathely, 1930) (benne: A zászló, a himnusz s a hősök kultusza Angliában)
- Szombathely története (Szombathely, 1930)
- Hullanak a könnyek. Versek (Szombathely, 1939)
- Kicsoda Jézus Krisztus? (Budapest, 1939) (Actio Catholica 61.)
- Régi és új pogányság Krisztus ellen. + Népies vázlat (Budapest, 1939)